# Ivan Remarenco
Ivan Remarenco, né le 7 août 1988 à Goleni dans la RSS moldave de l'Union soviétique, est un judoka émirati ayant représenté la Moldavie au niveau international jusqu'en 2012, puis les Émirats arabes unis depuis 2013. 
Il est médaillé de bronze aux championnats du monde 2014. Il pratique aussi le sambo, remportant une médaille de bronze aux Jeux mondiaux des sports de combat 2010.

## Palmarès

### Championnats du monde
- Médaille de bronze en judo dans la catégorie des moins de 100 kg aux championnats du monde 2014 à Tcheliabinsk.

### Jeux de la solidarité islamique
- Médaille de bronze en judo dans la catégorie des moins de 100 kg aux Jeux de la solidarité islamique de 2017 à Bakou.

### Jeux mondiaux des sports de combat 2010
- Médaille de bronze en sambo dans la catégorie des moins de 90 kg aux Jeux mondiaux des sports de combat 2010 à Pékin.